# 宮崎電視台
株式會社宮崎電視（日语：／ Terebi Miyazaki */?），通稱宮崎電視台（テレビ宮崎），簡稱UMK（UHF Miyazaki K.K.），是日本的一家以宮崎縣為放送地域的電視台。宮崎電視台開播于1970年4月1日，是宮崎縣第二家民營電視台，呼號為JODI-DTV，遙控器號碼是3頻道。宮崎電視台為跨網台，同時加盟富士電視台系列的FNN和FNS、日本電視台系列的NNN、朝日電視台系列的ANN，是日本唯一加盟三家民營電視聯播網的電視台。

## 資本構成
下表列出2021年3月31日時宮崎電視台的主要股東:477：
| 資本金          | 發行股份總數 | 股東數 |
| --------------- | ------------ | ------ |
| 330,000,000日元 | 660,000股    | 19     |

| 股東                         | 持股數    | 比例   |
| ---------------------------- | --------- | ------ |
| 關西電視台                   | 128,100股 | 19.40% |
| 讀賣新聞集團本社             | 113,220股 | 17.15% |
| 富士媒體控股                 | 065,340股 | 09.90% |
| 宮崎日日新聞社               | 042,000股 | 06.36% |
| 宮崎縣經濟農業協同組合聯合會 | 039,000股 | 05.90% |
| 全國共濟農業協同組合聯合會   | 036,000股 | 05.45% |
| 宮崎縣信用農業協同組合聯合會 | 033,000股 | 05.00% |

## 歷史

宮崎電視台舊商標

1968年7月16日，郵政省發布第二次UHF頻道分配計劃，在包括宮崎縣在內的14個地區釋出UHF電視台執照:38。當時宮崎縣有多達12家公司申請獲得民營電視執照，郵政省因此請求宮崎縣廳出面撮合這些申請整合為一:38。翌年2月各業者同意整合為一家公司申請電視執照，3月獲得籌備執照:40。5月15日，宮崎電視台舉辦成立大會:40。同年8月，宮崎電視台在宮崎市祇園町購買土地，用於修建總部。宮崎電視台第一代總部是兩層高的建築，總樓面面積2,040平方公尺，由大林組修建:41，在翌年3月23日竣工:43。1970年3月1日，宮崎電視台開始進行試播:42。
1970年4月1日，宮崎電視台正式開播:42。自開播以來，宮崎電視台就確定了播出節目中六成來自富士電視台、二成來自日本電視台、二成來自朝日電視台；2008年起改為五成來自富士電視台、三成來自日本電視台、一成來自朝日電視台、一成來自其它電視台（晨間、平日傍晚播出富士電視台的全國新聞，午間、週末晚間播出朝日電視台的節目，平日夜間、週日晚間播出日本電視台的綜藝、新聞節目），這一全國新聞編排迄今未變:42。1971年，宮崎電視台設置了7個轉播站，追平了率先開播的宮崎放送:44，並在9月開始實現自製節目彩色化:45。1973年，宮崎電視台實現全部自製節目彩色化:48。
1972年度，宮崎電視台已實現1.3億日元的盈利:46；這一年，宮崎電視台加入富士電視網（FNS），強化節目供給體制:47。翌年，宮崎電視台加入富士新聞網（FNN）:48。由於業務增加導致總部空間不敷使用，宮崎電視台在1975年擴建了總部大樓:52。翌年宮崎電視台加入全日本新聞網（ANN）:54。1979年度，宮崎電視台的營業額達30億日元:60。同年宮崎電視台加入日本新聞網（NNN）:60。宮崎電視台還在這一年導入了彩色轉播車，並將其投入這一年在宮崎縣舉辦的第34屆國民體育大會轉播:61。
在開播10週年的1980年，宮崎電視台完成了體育攝影棚，也是日本第一個體育攝影棚:62。據1982年4月的共同收視率調查，宮崎電視台全日平均收視率達13.3%、黃金時段平均收視率27.6%、晚間時段平均收視率27.8%，第一次獲得收視率三冠王:66。宮崎電視台還在1982年舉辦了NASA宇宙科學博覽會，試圖通過大型活動開拓新的收入來源:67。宮崎電視台投資設立的宮崎縣第一家民營FM電台FM宮崎在1984年開播，其總部設在宮崎電視台體育攝影棚:71。
1985年4月至1987年7月，憑藉主要核心台富士電視台的高收視率，宮崎電視台獲得收視率三冠王:76。在日本泡沫經濟時期，宮崎電視台積極推進經營多元化。例如在1989年，宮崎電視台投資興建的UMK第3宮崎大樓竣工，標誌宮崎電視台進入不動產業界:79。1991年，宮崎電視台投資開設了高爾夫球場UMK鄉村俱樂部:85。1989年度，宮崎電視台的營業額達57億日元，稅前盈利達16億日元:80。同年宮崎電視台導入了完全週休二日制:81。1991年度，宮崎電視台的營業額首次超過60億日元，同年宮崎電視台的經常利益率達32.3%，稅前盈利達19億日元:84。
1990年，宮崎電視台開始播出立體聲節目:83。由於泡沫經濟崩潰後經濟蕭條，宮崎電視台在1992年出現開播以來第一次營業額和利潤減少:86。1993年，宮崎電視台成為日本第41屆民間放送全國大會的主辦單位之一:89。在1995年的開播25週年時，宮崎電視台播出了5小時的直播特別節目:94。翌年宮崎電視台開設了官方網站:98。宮崎電視台在1990年度中後期加強了國際合作。1996年4月，宮崎電視台和韓國大田廣播簽訂了友好台協議:99。1999年4月，大連電視台成為宮崎電視台的第二家友好台:111。
自1989年度至1998年度，宮崎電視台連續10年獲得年度收視率三冠王:106。1999年，宮崎電視台製作的紀錄片《石之證言 和平之塔的真實》（石の証言～平和の塔の真実～）和《陽炎　一個台灣殖民地兵的吶喊》（陽炎～ある台湾植民地兵の叫び～）獲得日本民間放送聯盟賞的肯定:113。2000年3月，為滿足數位電視時代對硬體的需求，宮崎電視台開始修建新總部:115，並在翌年8月竣工:120。2002年2月1日，宮崎電視台遷入新總部進行播出:251。2006年12月1日，宮崎電視台開始播出數位電視訊號，並於2011年7月24日停播類比電視訊號。翌年宮崎電視台的節目製作攝影棚和副控室實現數位高畫質化:90。2018年，宮崎電視台創出連續16年獲得年度收視率三冠王的記錄:102。
在開播50週年的2020年，宮崎電視台啟用了新商標，並且首次製作了連續劇《向日葵 〜宮崎傳奇〜》:8-11。

## 節目
宮崎電視台播出的第一個自製節目是1970年7月18日開始播出的《我的學校》（ぼくの学校、わたしの学校），介紹宮崎縣各地的小學:43。1971年7月，宮崎電視台開始播出自製的帶狀資訊節目《攝影棚3時》（スタジオ3時），時長達1小時，是日本早期的地方資訊節目之一:45。1977年，宮崎電視台開始在週六正午播出《SanSan星期六》節目。該節目播出長達15年，共播出788集，是宮崎電視台的長壽節目之一:56。1995年至2012年播出的《JAGAJAGA天國》同樣是在週六正午播出的宮崎電視台自製資訊節目，延續了《SanSan星期六》的成功，播出長達16年半，累計集數達842集:56:95。該節目在2002年10月19日曾創出23.5%的收視率記錄:85。
現在宮崎電視台在每週六傍晚播出資訊節目《U-doki》，介紹宮崎縣的一周動態和實用資訊。2019年開始，宮崎電視台在週二19點時段播出《週二黃金 美好夜晚!!》，也是宮崎電視台首次自製黃金時段節目:105。
1975年，宮崎電視台開始播出帶狀自製新聞節目《UMK新聞6:45》。該節目的開播使宮崎電視台的地方新聞節目時長由5分延長至15分，並且新聞節目的製作和編輯權也從宮崎日日新聞轉移到宮崎電視台:52。1976年，宮崎電視台導入了電子新聞採集（ENG）系統，是日本最早導入ENG的電視台之一:54。1978年，宮崎電視台已有80%的新聞是通過ENG系統採訪編輯:59。1979年，宮崎電視台傍晚的新聞節目改名為《UMK新聞報告》，自製地方新聞進一步延長至25分:61。1991年，《UMK新聞報告》的平均收視率達28.3%:84。現在宮崎電視台在傍晚播出的帶狀自製新聞節目是《＃Link》，自2023年開始播出。

## 註释
1. ↑  平日從23:00至00:59播出，週日從19:00至00:55播出
2. ↑  「三冠」指全日（6:00-24:00）、黃金時間（19:00-22:00）、晚間時段（19:00-23:00）三個時段皆獲得收視率第一。

## 外部連結
- 宮崎電視台 （页面存档备份，存于）
- ＵＭＫ宮崎電視台的X（前Twitter）
- 宮崎電視台主播的Instagram帳戶
- YouTube上的【官方】UMK宮崎電視台頻道